# Campeonato Soviético de Xadrez de 1975
O Campeonato Soviético de Xadrez de 1975 foi a 43ª edição do Campeonato de xadrez da URSS, realizado em Erevã, de 28 de novembro a 22 de dezembro de 1975. O ex-campeão mundial Tigran Petrosian conquistou seu quarto título. As etapas classificatória ocorreram nas cidades de Cheliabinsk e Quixineve.

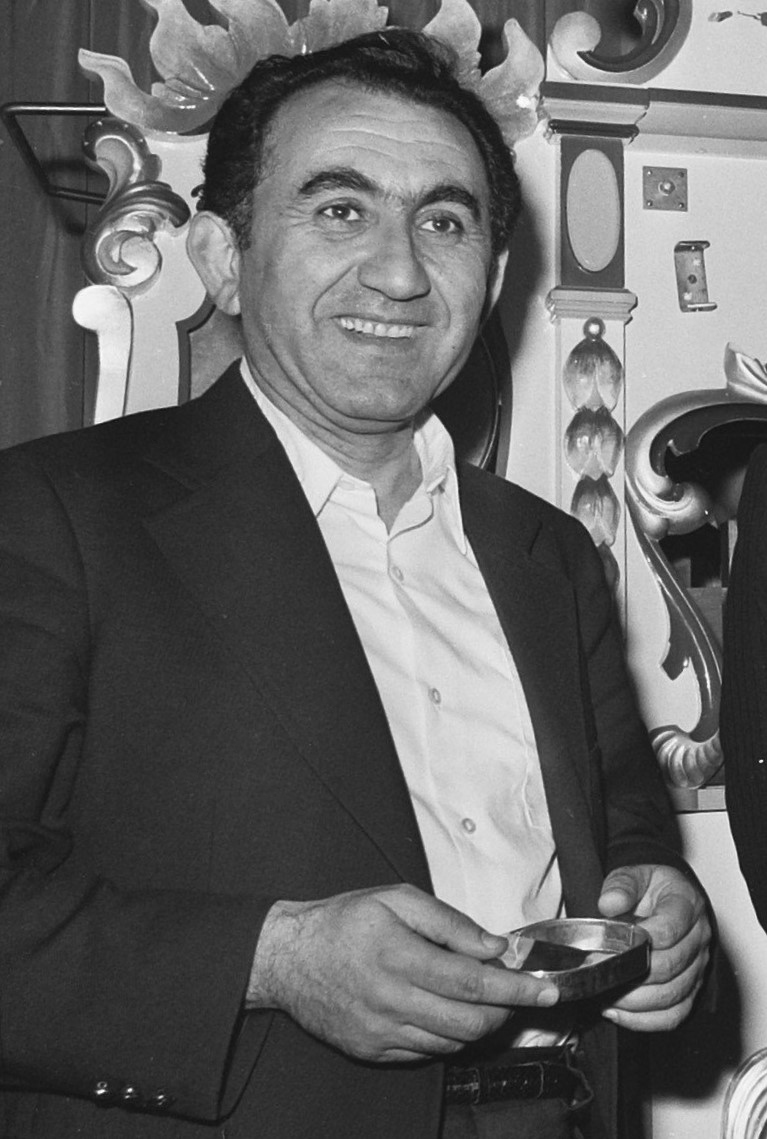
Tigran Petrosian

## Tabela e resultados
| N° | Jogador                | 1 | 2 | 3 | 4 | 5 | 6 | 7 | 8 | 9 | 10 | 11 | 12 | 13 | 14 | 15 | 16 | Total |
| -- | ---------------------- | - | - | - | - | - | - | - | - | - | -- | -- | -- | -- | -- | -- | -- | ----- |
| 1  | Tigran Petrosian       | - | 0 | 1 | ½ | 1 | ½ | ½ | ½ | ½ | 1  | ½  | ½  | 1  | ½  | 1  | 1  | 10    |
| 2  | Oleg Romanishin        | 1 | - | 0 | ½ | ½ | 1 | 1 | 1 | 0 | ½  | ½  | 1  | ½  | 1  | 0  | 1  | 9½    |
| 3  | Boris Gulko            | 0 | 1 | - | ½ | 0 | 0 | 1 | 1 | ½ | ½  | 1  | 1  | 1  | ½  | 1  | ½  | 9½    |
| 4  | Mikhail Tal            | ½ | ½ | ½ | - | ½ | ½ | ½ | ½ | 0 | 1  | 1  | ½  | ½  | 1  | 1  | 1  | 9½    |
| 5  | Rafael Vaganian        | 0 | ½ | 1 | ½ | - | 0 | 0 | ½ | 1 | 1  | 1  | ½  | 1  | ½  | 1  | 1  | 9½    |
| 6  | Lev Polugaevsky        | ½ | 0 | 1 | ½ | 1 | - | ½ | 0 | ½ | 1  | 0  | ½  | ½  | 1  | 1  | ½  | 8½    |
| 7  | Efim Geller            | ½ | 0 | 0 | ½ | 1 | ½ | - | 1 | ½ | ½  | ½  | 1  | ½  | 1  | ½  | ½  | 8½    |
| 8  | Yuri Balashov          | ½ | 0 | 0 | ½ | ½ | 1 | 0 | - | 1 | ½  | ½  | ½  | 1  | 1  | 1  | ½  | 8½    |
| 9  | David Bronstein        | ½ | 1 | ½ | 1 | 0 | ½ | ½ | 0 | - | 1  | ½  | ½  | 0  | 0  | ½  | 1  | 7½    |
| 10 | Alexander Beliavsky    | 0 | ½ | ½ | 0 | 0 | 0 | ½ | ½ | 0 | -  | ½  | 1  | 1  | 1  | 1  | 1  | 7½    |
| 11 | Mark Dvoretsky         | ½ | ½ | 0 | 0 | 0 | 1 | ½ | ½ | ½ | ½  | -  | ½  | 0  | ½  | ½  | 1  | 6½    |
| 12 | Lev Alburt             | ½ | 0 | 0 | ½ | ½ | ½ | 0 | ½ | ½ | 0  | ½  | -  | 1  | ½  | ½  | ½  | 6     |
| 13 | Josif Dorfman          | 0 | ½ | 0 | ½ | 0 | ½ | ½ | 0 | 1 | 0  | 1  | 0  | -  | 1  | 0  | ½  | 5½    |
| 14 | Semyon Furman          | ½ | 0 | ½ | 0 | ½ | 0 | 0 | 0 | 1 | 0  | ½  | ½  | 0  | -  | ½  | 1  | 5     |
| 15 | Vladimir Doroshkievich | 0 | 1 | 0 | 0 | 0 | 0 | ½ | 0 | ½ | 0  | ½  | ½  | 1  | ½  | -  | 0  | 4½    |
| 16 | Janis Klovans          | 0 | 0 | ½ | 0 | 0 | ½ | ½ | ½ | 0 | 0  | 0  | ½  | ½  | 0  | 1  | -  | 4     |